# Ультрамариновый большеклюв
Ультрамариновый большеклюв, или ультрамариновый овсянковый кардинал (лат. Cyanoloxia brissonii) — вид птиц из семейства кардиналовых (Cardinalidae). Выделяют пять подвидов. Распространены в Южной Америке. Видовое название дано в честь французского зоолога и естествоиспытателя Матюрена Жака Бриссона (фр. Mathurin Jacques Brisson; 1723 — 1806).

## Описание
Ультрамариновый большеклюв достигает длины 13—16 см и массы около 30 г. Тело массивное. Клюв мощный, высокий, конусообразной формы. Выражен половой диморфизм. У самцов общая окраска оперения тёмно-синего цвета с атласным блеском. Лоб, уздечка и пятно у основания подклювья чёрного цвета. Верхняя часть головы, щеки и малые кроющие крыльев светлого кобальтово-синего цвета. Маховые перья, большие кроющие крыльев и хвост чёрного цвета с тёмно-синей окантовкой. Брюхо тёмно-синее, подхвостье и нижние кроющие хвоста почти чёрные. Радужки тёмно-карие, ноги черновато-коричневые. Надклювье блестяще-чёрное, подклювье серовато-голубое. У самок верхняя часть тела коричневая. Голова и нижняя часть тела от тёмно-охристого до красновато-коричневого цвета. Маховые перья, кроющие крыльев и хвост черновато-коричневые, с охристо-коричневой окантовкой. Клюв серовато-коричневый. Молодые особи похожи на самок, но коричневые участки оперения более светлые.

## Распространение и места обитания
Ультрамариновый большеклюв распространён в Южной Америке. Прерывистый ареал простирается от Колумбии и Венесуэлы до Бразилии, Парагвая и Аргентины. Обитает в нижнем ярусе леса по берегам рек, на краю болот, вторичных лесов и плантаций.

## Биология
Ультрамариновый большеклюв ведёт оседлый, территориальный образ жизни. Вне сезона размножения встречается только поодиночке. В состав рациона входят семена, фрукты и насекомые. Сезон размножения приходится на период с сентября по февраль. Гнездо располагается среди кустов невысоко от земли. В кладке 2—3 яйца. Инкубационный период продолжается 13—15 дней.

## Подвиды
Выделяют пять подвидов:
- Cyanoloxia brissonii caucae (Chapman, 1912) — юго-запад Колумбии
- Cyanoloxia brissonii minor (Cabanis, 1861) — север Венесуэлы
- Cyanoloxia brissonii brissonii (Lichtenstein, 1823) — восток Бразилии
- Cyanoloxia brissonii sterea (Oberholser, 1901) — юго-восток и юг Бразилии, восток Парагвая, северо-восток Аргентины и Уругвай
- Cyanoloxia brissonii argentina (Sharpe, 1888) — Боливия и юго-запад Бразилии, запад Парагвая и север Аргентины